# Bodzanów
Bodzanów è un comune rurale polacco del distretto di Płock, nel voivodato della Masovia.
Ricopre una superficie di 136,81 km² e nel 2004 contava 8 394 abitanti.